# Callina Liang
Callina Liang (Vancouver, 2000) es una actriz canadiense, reconocida por participar en los filmes Presence y Bad Genius (ambas de 2024) y por su papel como Mei en la serie juvenil Tell Me Everything (2022).

## Biografía

### Primeros años
Liang nacoió en Vancouver y creció en Pekín, Sídney y Singapur. Estudió en la Australian International School de Singapur (AIS), superando la prueba IGCSE de arte dramático en décimo grado. Posteriormente estudió interpretación en Lasalle College of the Arts.

### Carrera
Hizo su debut en televisión interpretando el papel de Mei en el drama juvenil Tell Me Everything, estrenado en 2022. Dos años después protagonizó el filme Presence de Steven Soderbergh. También interpretó el papel principal en Bad Genius, el debut como director de J.C. Lee.
En junio de 2025, Liang fue escogida para interpretar el rol de Chun-Li en una próxima película basada en el videojuego Street Fighter.

## Filmografía

### Cine
| Año  | Título         | Papel   |
| ---- | -------------- | ------- |
| 2024 | Bad Genius     | Lynn    |
| 2024 | Presence       | Chloe   |
| 2026 | Street Fighter | Chun-Li |

### Televisión
| Año  | Título             | Papel | Notas            |
| ---- | ------------------ | ----- | ---------------- |
| 2022 | Tell Me Everything | Mei   | Papel recurrente |